# Liste der Orte im Landkreis Ravensburg
Die Liste der Orte im Landkreis Ravensburg listet die 2365 geographisch getrennten Orte (Ortsteile, Stadtteile, Dörfer, Weiler, Höfe, (Einzel-)Häuser) im Landkreis Ravensburg auf.

## Systematische Liste
| - Achberg mit dem Schloss und Gehöft Achberg, den Weilern Bahlings, Baindt, Doberatsweiler, Duznau, Esseratsweiler, Gunderatsweiler, Isigatsweiler, Liebenweiler, Pechtensweiler, Regnitz, Siberatsweiler und Siggenreute und den Höfen Bufflings, Englitz, Frauenreute, Rankenbühl, Scheibenhof und Storeute. - Aichstetten mit den Gemeindeteilen Aichstetten und Altmannshofen. - Zu Aichstetten das Dorf Aichstetten, die Weiler Altmannspeier, Breitenbach, Hardsteig, Kirchmann, Klausstich, Lauerbühl, Ochsensteig, Rieden und Stockbauren und die Höfe Bärtle, Butscher, Göglerhof, Goldöschhof, Langwand, Schoberhof, Sommerstall, Zehhof und Ziegelbrunnen. - Zu Altmannshofen das Dorf Altmannshofen, die Weiler Eschach, Häberlings, Langensteig, Laubeck, Nestbaum und Waizenhof und die Höfe Bilger, Buch, Hänkels und Stuck. - Aitrach mit den Dörfern Aitrach, Mooshausen und Treherz, dem Gemeindeteil Marstetten, den Weilern Baniswald, Ferthofen, Oberhausen, Rank, Rotengrund, St. Johann, Schmiddis, Schnaggenberg, Stibi und Vogelherd und den Höfen Obermuken, Pfänders, Untermuken und Wald. - Altshausen mit dem Dorf Altshausen, den Weilern Ingenhart, Mendelbeuren und Stuben, den Höfen Dornahof, Hühlen und dem Haus St. Salvator. - Amtzell mit dem Dorf Amtzell, den Weilern Amberg, Blitzer, Büchel, Burkhardtshaus, Dietenweiler, Fildern, Geiselharz, Goppertshäusern, Greut, Hanser, Hinterberg, Hinterholz, Hübschenberg, Karbach, Korb, Krottental, Lehrwangen, Lerchensang, Maierhof, Moosing, Niemandsfreund, Oberau, Oberhelbler, Obermatzen, Pfärrich, Pfärricher Höfe, Pfaffenweiler, Reibeisen, Reute, Schattbuch, Schlössle, Schmitten, Schnabelau, Siglisberg, Spießberg, Steinach, Steinhaus, Tobel, Unterau, Unterhof, Untermatzen, Weißenbach, Wieser, Wiesflecken und Winkelmühle, den Höfen Aigen, Altböse, Beikers, Bremen, Brunnenhaus, Buchreute, Butzers, Danner, Degel, Dietrichs, Duller, Ettenlehen, Feld, Fidenacker, Goldegger, Grenis, Hackbrettler, Häusing, Hagmühle, Halden, Hankelmann, Haselmühle, Hechelhäusle, Heselboschen, Hochburg, Hochrain, Hössel, Hoher, Hütten, Ibele, Ibental, Kehlings, Knausenhaus, Kratzer, Kugel, Kugelhäusle, Landolz, Lehen, Lohren, Lubach, Luppenmühle, Luppmanns, Lußmanns, Lutzenhaus, Mittele, Mittelwies, Mösle, Moos, Mündele, Muschen, Neuhaus, Pfauen, Ratzenhaus, Ruhmaier, Schirings, Schlegel, Schuppis, Singenberg, Stadels, Stahrenberg, Steppach, Tannberg, Töbele, Unterbühel, Unterhelbler, Unteribele, Unterstotzen, Unterwies, Unterwochenhaus, Vogelsang, Weihers, Wernersberg, Wochenhaus, Wollmadingen, Wüstenberg und Zuber und dem Haus Kerzen. - Argenbühl mit den Gemeindeteilen Christazhofen, Eglofs, Eisenharz, Göttlishofen, Ratzenried und Siggen. - Zu Christazhofen das Dorf Christazhofen, die Weiler Baldenhofen, Bliderazhofen, Burgstall, Enkenhofen, Fuchsloch, Gaisau, Gottrazhofen, Grütt, Halden, Hinterberg, Hofbrand, Kreuzbühl, Oberharprechts, Ried, Schachen, Seehalden (Rudolfsegg), Semmersteig, Steig, Steinacker, Tobelmühle, Unterharprechts, Unterstaig und Witzenstaig und die Höfe Altbuch, Argenbauer, Bummeles, Eck, Einödhof, Gschwend, Loritz, Lutzeney, Maierhof, Neideck, Reuschen, Riesers und Schwabenhof (Schwabenbauer). - Zu Eglofs das Dorf Eglofs, die Weiler Aschen, Bruckacker, Bühl, Burg, Eyb, Gaischachen, Gerazreute, Gießen, Goldbach, Heuberg, Hochberg, Hofs, Hummelberg, Isnyberg, Laidraz, Linzgis, Lochhammer, Malaichen, Moos, Mühlbolz, Mühlhalden, Oberisnyberg, Obervorholz, Osterwaldreute, Reute, Schaulings, Schnaidt, Schönenberg, Staudach, Steinberg, Straß, Tal (Eglofstal), Untervorholz, Waibelhof und Zellers, die Höfe Bellmannshöfle, Biegen, Birkhardt, Buchenberg, Dämpferhof, Edenhaus, Fuchshof, Greut, Gründels, Halden, Hinterberg, Hintergreut, Huttershöfle, Kaltenherberg, Kolbenberg, Lochershöfle, Schnaidthöfle, Schwinders, Stall, Untergoldbach und Zimmermannshof und die Häuser Locherkapf und Schulhaus Bühl. - Zu Eisenharz das Dorf Eisenharz, die Weiler Albris, Alleschwende, Bienzen, Christle, Hägelesweiler, Haizen, Halden, Hengele, Klaus, Matzen, Oberweihers, Sandraz, Schliechten, Weihers und Willatz und die Höfe Albrismühle, Bachtelers, Baders, Beisel, Böschleshof, Brenner, Briegelmühle, Broders Einöden, Brodershof, Davids, Drucker, Enkenhofers, Fuchsen, Höfers, Huppeler, Maurers, Mockenhof, Petershof, Rechenmacher, Roten, Rudharts, Schuppen, Schwarzen, Siebertsweiler, Söffleshof, Thomashof, Unwert, Urler, Wälschers, Wagner, Wald, Weberjörgen, Weiherbauer und Weißenhof. - Zu Göttlishofen die Weiler Göttlishofen, Aufreute, Meggen, Sägenweiher und Schlatt und die Höfe Au, Bach, Bachholz, Bremen, Buch, Buchwies, Haslach, Oberhalden, Ottomoos, Rohrmoos, Stieg, Unterhalden, Weißenbühl, Zaun und Zaunmühle. - Zu Ratzenried das Dorf Ratzenried, die Weiler Alperts, Artisberg, Berfallen, Berg, Buchen, Hochstetten, Mittelried, Neumühle, Reute, Schwenden, Sechshöf, Tal, Weihers und Zimmerberg, die Höfe Ansberg, Argenmühle, Burkhardts, Eggen, Knobel, Kögelegg, Oberried, Ortmann, Rehmen und Vallerey und das Haus Platz. - Zu Siggen das Dorf Siggen, der Weiler Fahles am Weiher und die Höfe Ammannshanses, Balthases, Bergbauer, Biegen, Buchhöfle, Hösis, Nägele am Wald, Pfeifenmacher, Reutenen, Rosis und Unger. - Aulendorf mit den Stadtteilen Aulendorf, Blönried, Tannhausen und Zollenreute. - Zu Aulendorf die Stadt Aulendorf, die Weiler Ebisweiler, Laubbronnen und Steegen und die Höfe Kapellenhof, Locherhof, Tiergarten und Wannenberg. - Zu Blönried das Dorf Blönried, die Weiler Amberg, Esbach (größerer Teil in der Gemarkung Zollenreute), Münchenreute und Steinenbach, die Höfe Bläsis, Buschhorn, Gruber, Halderhof, Latschis, Lohren, Multer, Rankwirt und Rothäusle und das Haus Missionshaus (Kloster). - Zu Tannhausen das Dorf Tannhausen, die Weiler Allgaierhof, Eichbühl, Eisenfurt, Geblisberg, Haslach, Herdtle und Tannweiler, die herzögliche Domäne Lippertsweiler und die Höfe Brandhaus, Hinterweiherhaus und Ziegelhof. - Zu Zollenreute das Dorf Zollenreute, die Weiler Esbach (t.w. in der Gemarkung Blönried), Geiger, Röhren, Röschen, Rugetsweiler, Spiegler, Vogelplatz, Vogelsang und Wallenreute, die herzogliche Domäne Unterrauhen und die Höfe Boosen, Dobelhäusle, Faßmacher, Fundschmid, Hueb, Neuhaus, Oberrauhen, Poppenmaier und Schindelbach. - Bad Waldsee mit den Stadtteilen Bad Waldsee, Gaisbeuren, Haisterkirch, Michelwinnaden, Mittelurbach und Reute. - Zu Bad Waldsee die Stadt Bad Waldsee, der Stadtteil Steinach, die Weiler Dinnenried, Englerts, Graben, Haslanden, Hifringen, Hopfenweiler, Kohhaus, Mattenhaus, Reichertshaus, Schellenberg, Schlupfen und Steinenberg, die Höfe Aspen, Eichenstegen, Elchenreute, Riedmühle, Ringers und Wasserstall und die Häuser Ganters und Haidgerhaus. - Zu Gaisbeuren die Dörfer Gaisbeuren und Kümmerazhofen, die Weiler Ankenreute, Arisheim, Atzenreute und Enzisreute, das Gehöft Haldenhof und die Häuser Haldensäge, Schussentobel und Tobel. - Zu Haisterkirch die Dörfer Haisterkirch und Osterhofen, die Weiler Bäuerle, Ehrensberg, Im Heustöckle und Hittelkofen und die Gehöfte St. Magnushof und Kurzes. - Zu Michelwinnaden das Dorf Michelwinnaden und die Weiler Lenatsweiler und Michelberg. - Zu Mittelurbach die Dörfer Mittelurbach und Mennisweiler, die Weiler Neuurbach, Oberurbach, Seeden, Unterurbach, Volkertshaus, Vorderurbach und Wolpertsheim. - Zu Reute das Dorf Reute, die Weiler Durlesbach, Greut, Heurenbach, Magenhaus, Obermöllenbronn, Stadel, Tobel und Untermöllenbronn, Tannweiler, die Höfe Eib, Erlen und Späten und das Haus Waldacker. - Bad Wurzach mit den Stadtteilen Arnach, Bad Wurzach, Dietmanns, Eintürnen, Gospoldshofen, Haidgau, Hauerz, Seibranz, Unterschwarzach und Ziegelbach. - Zu Arnach das Dorf Arnach, die Weiler Brugg, Gastlis, Geboldingen, Gensen, Hagenjörges, Neuhauser, Paradies, St. Quirin, Schöllhorners, Schreinermann, Tobelmühle, Trollis, Truschwende und Ziegelei, die Höfe Balthases, Baschis, Bauernhanses, Bergjörgle, Geyers, Glasers, Grieses, Hänslis, Hasenhorner, Hemmerle, Horner, Jäger, Jägerbeckes, Jöchlers, Kiefer, Lenzers, Lochhannes, Metzger, Mosers, Niedermühle, Oberkolben, Piusses, Rotes, Schlesis, Schneider, Schuhmachers, Stubers, Teuses, Tonis, Unterkolben, Zehmanns, Ziegler und Zimmermann. - Zu Bad Wurzach die Stadt Wurzach, das Gehöft Greut und die Häuser Heiligkreuzberg, Leprosenberg und Oberried. - Zu Dietmanns das Dorf Dietmanns, die Weiler Falkenhäuser, Friedlings, Iggenau, Menzlis, Oberluizen, Oberschwarzach, Rupprechts, Unterluizen und Willis und die Höfe Banholz, Bruis, Kirchenbauer, Knobel, Kränkleshöfle, Kuchenbauer, Lachenbauer, Martinsbauer, Martinshof, Meseratshof, Mooshäusle, Sailerle, Schandhäuser, Schwaldhof, Sonnenberg, Storpenholz, Tannebauer, Tanneck und Zimmermartin. - Zu Eintürnen das Dorf Eintürnen, die Weiler Dietrichsholz, Eintürnenberg, Klaren, Linden, Metzisweiler, Rohr und Weitprechts, die Höfe Erhardts, Kämmerle, Kimpflers, Mohr, Reich, Schnitzers und Sontheim und die Häuser Greut. - Zu Gospoldshofen das Dorf Gospoldshofen, die Weiler Albers, Bauhofen, Herrgotts, Obergreut, Reinstein, Reute, Truschwende, Wiesen und Witzmanns, die Höfe Berg, Eckhalden, Gospoldshofer Berg, Josenhof, Oberschwanden, Rötelnberg, Rumpelmühle, Unterschwanden und Wölflisberg und die Häuser Bauhofer Einöden, Untergreut und Zingerlesmühle. - Zu Haidgau das Dorf Haidgau, die Weiler Bulachs, Haasen, Kimpfler, Stoßler, Wenige und Zwings, die Höfe Baurenhof, Böckis, Branntweiner Hof, Brodbacher Hof, Failers, Fischers, Girayen, Gores, Harzers, Hegers, Hutters, Klingenhof, Kramers, Maiers, Neuhäusler, Remisberger, Riedschmiede, Rotenhäusler, Sattler, Schneidermändle, Schreiner, Schuhjoggens, Schuhmacher, Sporer, Wangenbäuerle, Weberlis, Winkelbauren, Winterbrandhof und Winterheidhof und die Häuser Öhrlis. - Zu Hauerz das Dorf Hauerz, der Weiler Steinental, die Höfe Anhorn, Baierz, Engelsberg, Frauenlob, Greggs Einöde, Gurben, Harma, Hellers, Kästleswald, Krattenberg, Linden, Oberfloders, Oberpfauzenwald, Rotegg, Samgraben, Schöllhorn, Unterfloders, Unterhueb, Unterpfauzenwald und Wolfwinkel und die Häuser Buch, Engelsberg, Noppen, Rupprechts, Stählisbronn, Steig, Stocket, Unterhalden, Weidet und Ziesel. - Zu Seibranz das Dorf Seibranz, die Weiler Seibranzer Ösch, Starkenhofen, Talacker und Wengenreute, die Höfe Butzenmühle, Galgenhöfle, Herrenbühl, Karlis, Karlismühle, Kimpfler, Lampertsried, Rippoldshofen, Starkenhofer Einöden, Unterlimberg und Zimmerjock, das Kartäuserkloster Marienau und die Häuser Unwerte. - Zu Unterschwarzach das Dorf Unterschwarzach, die Weiler Adelshofen, Eggmannsried, Knetzenweiler, Lettengrund, Menhardsweiler, Oberhaslach, Rettisweiler, Riedhöfe, Schwende, Söldenhorn, Stelzenmühle, Truilz, Wolfartsweiler und Ziegolz und die Höfe Buchrain, Entenmoos, Fabrikhof, Greut, Hürloch, Laienbauer, Mauchenmühle, Michels, Neubauer, Oberbuchhäusle, Oberwaldhaus, Öschle, Schönbuch, Solben, Übelhör, Unterbuchhäusle, Unterhaslach, Unterwaldhaus und Weiherbauer. - Zu Ziegelbach das Dorf Ziegelbach, die Weiler Beutels, Himbach, Krattenweiler, Oberziegelbach, Rohrbach und Waldfeld und die Häuser Greut und Haid. - Baienfurt mit dem Dorf Baienfurt, den Weilern Binningen, Briach, Hof, Kickach, Knechtenhaus, Köpfingen und Niederbiegen, den Höfen Baumgarten, Butzenberg, Haselhaus, Lupratsberg, Neubriach, Neuhaselhaus, Rain und Töbele und den Häusern Papierfabrik, Rainpadent, Waldbad und Weberhäusle. - Baindt mit dem Ort Baindt, den Weilern Friesenhäusle, Grünenberg, Marsweiler, Merkenmoos, Schachen, Sulpach und Wickenhaus, den Höfen Eggen, Greut, Mehlis, Reishaufen, Riedsenn und Stöcklis und dem Haus Menzenhäusle. - Berg mit dem Dorf Berg, Weiler und Kloster Kellenried, den Weilern Baien, Basenberg, Dietenhofen, Ettishofen, Inntobel, Kleintobel, Straß und Weiler, Schloss und Gehöft Benzenhofen, den Höfen Atzenhofen, Bachmaier, Bautzen, Goldehub, Großbaumgarten, Hahnenberg, Hartmann, Hochstett, Horb, Horrach, Kanzach, Kernen, Matzenhofen, Mehlishofen, Möhris, Neuaichach, Neubaumgarten, Oberbelzenhofen, Oberlupberg, Oberstaig, Ramsee, Rosenhäusle, Schnetzen, Sonntagen, Stauden, Steinenbruck, Unterbelzenhofen, Unterberg, Unterloch, Unterlupberg, Vockenweiler, Wurzenmaier und Zuberg und den Häusern Aichach, Burg, Kanzachmühle, ⊙ Kasernen und Tiergarten. - Bergatreute mit dem Dorf Bergatreute, Abetsweiler, Bolanden, Engenreute, Engetweiler, Furt, Gambach, Giesenweiler, Gwigg, Löffelmühle, Oberstocken, Siegenwieden, Tal, Unterstocken und Witschwende, den Höfen Dobelmühle, Forst, Furtmühle, Giras, Klösterle, Mühlholz, Neuforst, Riedhof, Sommers und Talmühle und dem Haus Eckhäusle. - Bodnegg mit dem Dorf Bodnegg, den Weilern Achmühle, Aigen, Alberberg, Allisreute, Baltersberg, Billen, Boschental, Bruderhof, Buch, Büchel, Dürrnast, Eggenberg, Emmelhofen, Ergeten, Felben, Grub, Gutmannshof, Hargarten, Hemmern, Herben, Hinterhölzern, Hinterreute, Hirscher, Ippenried, Josenhalden, Kammerhof, Kerlenmoos, Kofeld, Lachen, Laubern, Lempen, Linden, Luß, Mohrhaus, Oberwagenbach, Raihen, Rosenharz, Rotheidlen, Schmidhäusen, Schmitten, Schönberg, Schrading, Spinnenhirn, Steinhaus, Tal, Tobel, Unteraich, Unterwagenbach, Wagensperre, Widdum und Wollmarshofen, den Höfen Alpenblick, Altergaten, Annahäusern, Bach, Billenhaus, Bösfeld, Boselberg, Dürre, Duller, Edenwieden, Fahnhalden, Fricker, Graben, Graggenbach, Halden, Hecht, Hochholz, Hochstätt, Höhe, Hub, Hütten, Kammersteig, Keller, Keutzenmoos, Knäpling, Landstraß, Langacker, Lindenloch, Mangenhölzle, Moos, Mühlebachsau, Neuhaus, Oberaich, Pfaumoos, Roggenacker, Seers, Sommershub, Sonthäusen, Teschen, Weeg, Weihers, Widdach und Winteröhr und dem Haus Knöbele. - Boms mit dem Dorf Boms und den Weilern Glochen, Hagenmoos, Hundsrücken, Schwarzenbach und den Häusern Sägewerk Schwarzenbach und Ziegelhütte. - Ebenweiler mit dem Dorf Ebenweiler, dem Weiler Mauren und den Höfen Groppach, Oberholz und Oberweiler. - Ebersbach-Musbach mit den Gemeindeteilen Ebersbach, Geigelbach und Musbach. - Zu Ebersbach das Dorf Ebersbach, der Weiler Ried (t.w. auch zur Gemarkung Geigelbach), die herzöglichen Domänen Arnetsreute, Lichtenfeld und Tiergarten und die Höfe Geigelbach und Tobelhof. - Zu Geigelbach die Weiler Geigelbach, Badhaus, Boos, Buch (Bueh), Irrenberg, Menzenweiler, Oberatzenberg, Oberweiler, Ried (t.w. auch zur Gemarkung Ebersbach), Schwemme und Winnenden und die Höfe Espenhof, Gerbe, Oberer Strehle und Unterer Strehle. - Zu Musbach das Dorf Musbach und die Höfe Alexhof, Blaserhof und Ramsenhof. - Eichstegen mit dem Dorf Eichstegen, den Weilern Baltshaus, Hangen, Hirschegg, Käfersulgen, Kreenried, Ragenreute und Reute und den Höfen Häuser und Meisterhaus. - Fleischwangen mit dem Dorf Fleischwangen und den Höfen Eichenmühle, Kleiner Zipperhof und Zippern. - Fronreute mit den Gemeindeteilen Blitzenreute und Fronhofen. - Zu Blitzenreute die Dörfer Blitzenreute und Staig, die Weiler Baienbach, Eyb und Meßhausen, die Höfe Buchsee, Häge, Oberspringen, Preußenhäusle, Staudenhof und Unterspringen und das Haus Erlen. - Zu Fronhofen das Dorf Fronhofen, die Weiler Einöde, Ergetsweiler, Feldmoos, Geratsreute, Grünlingen, Hübschenberg, Malmishaus, Möllenbronn, Obelhofen, Oberaichen, Reute bei Fronhofen, Ried, Ruprechtsbruck, Schreckensee, Steinishaus, Wielatsried, Wiesenhofen und Wiesentann, Staatsdomäne und Schloss Bettenreute und die Höfe Balmbühl, Egg, Fronreutehof, Furthäusle, Gunatsreute, Korb, Schlupfen, Weiherhaus und Wengen. - Grünkraut mit dem Dorf Grünkraut, den Weilern Arnegger, Atzenweiler, Dachwinkel (Hoher Hof), Emmelweiler, Friedach, Gommetsweiler, Groppach, Gruben, Gullen, Hintersolbach, Hübschenberg, Klessenbühl, Kronhalden, Liebenhofen, Loch, Lochmühle, Lungsee, Menisreute, Meuschen, Meuschenmoos, Ottershofen, Ritteln, Schregsberg, Sigmarshofen und Staig und den Höfen Aichenblock, Bechenried, Bommen, Dachwinkel (Hoher Hof), Dangrindeln, Englisreute, Hotterloch, Kenzler, Mayerhof, Neuhaus, Rößler, Schleiferhaus, Tannacker, Tobel und Wallenhaus. - Guggenhausen mit dem Dorf Guggenhausen, den Weilern Bauhof, Egg und Luegen, dem Schloss Königsegg und den Höfen Brunnen, Haslach, Muttenhaus und Wendenreute. - Horgenzell mit den Gemeindeteilen Hasenweiler, Kappel, Wolketsweiler und Zogenweiler. - Zu Hasenweiler das Dorf Hasenweiler, die Weiler Buggenhausen, Danketsweiler, Pfärrenbach, Ringenhausen und Sießen, die Höfe Eggwies, Einhalden, Esbach, Gattenhof, Gattenmühle, Haslachmühle, Ibach, Neugattenhof, Reishof und Remete und die Häuser Buchmühle. - Zu Kappel die Weiler Kappel, Firmetsweiler, Geigen, Happenweiler, Megetsweiler, Rußmaier, Sattelbach, Schmalzhafen und Urbanstobel, die Höfe Groben, Langenreute und Schwedistobel und das Haus Birkenbühl. - Zu Wolketsweiler das Dorf Wolketsweiler, die Weiler Gossetsweiler, Horgenzell, Rolgenmoos, Tepfenhard, Wälde, Wilhelmskirch und Winterbach, die Höfe Baumgarten, Detzenweiler, Dürrsuppen, Fronhof, Grauenstein, Kramerhäusle, Ludisreute, Schneris, Stockenreute, Teufelsberg, Teufelsmühle, Wart und Weiherhof. - Zu Zogenweiler das Dorf Zogenweiler, die Weiler Absenreute, Beckenweiler, Bettenweiler, Blümetsweiler, Furt, Görtbild, Liebenreute, Locherhof, Luft, Nehmetsweiler, Oberschoren, Oberwaldhausen, Ringgenweiler, Schachen und Wechsetweiler, die Höfe Adelmühle, Hartobel, Kessler, Klitzistobel, Neu-Schoren (Oberschoren), Rötenbach, Schlotten, Schwarzhäusle und Unterschoren und die Häuser Boscher und Fenkenmühle. | - Hoßkirch mit den Gemeindeteilen Hoßkirch und Hüttenreute. - Zu Hoßkirch das Dorf Hoßkirch, das Gehöft Kleewiesen und die Häuser Bahnhof Hoßkirch-Königsegg. - Zu Hüttenreute das Dorf Hüttenreute, die Weiler Milpishaus, Ratzenreute und Wolfertsreute, das Gehöft Watt und die Häuser Forsthaus und Sandhaus. - Isny im Allgäu mit den Stadtteilen Beuren, Großholzleute, Isny im Allgäu, Neutrauchburg und Rohrdorf. - Zu Beuren das Dorf Beuren, die Weiler Allmisried, Gumpeltshofen, Halden, Hedrazhofen, Hollenmoos, Lengertshofen, Michlebaindt, Oberspießwengen, Sommersbach, Stockach, Unterspießwengen und Winnis und die Höfe Butscher, Gaisau, Greut, Hesler, Kirchmann, Lettelesmühle, Maxbauer, Mayer, Netzer, Neumössingen, Nußmann, Öhler, Prinzen, Sinzen, Sommersbacher Mühle, Stockacher Hof und Unger. - Zu Großholzleute das Dorf Großholzleute, die Siedlung Kleinhaslach, die Weiler Anwanden, Argen, Bolsternang, Buchenstock, Burkwang, Dürrenbach, Kleinholzleute, Moos, Rain, Rotenbach, Schließlang, Simmerberg und Wehrlang, die Höfe Altweg, Bettmauer (Öschbauer), Blasenberg, Deschenacker, Endberg, Engen, Langfeldhof, Leimgrub, Osterösch, Ried, Riedacker, Schidel, Schletteralm, Toracker Weidenhalden, Wolfbühl und Wolfbühler Berg und die Häuser Anger, Grund, Hengelesmühle, Lochmühle und Überruh. - Zu Isny im Allgäu die Stadt Isny im Allgäu, der Weiler Hohe Linde, die Höfe Lukasreutehof und Spitalhof und die Häuser Weidach, Wolfbühler Weg und Ziegelstadel. - Zu Neutrauchburg der Ort Neutrauchburg, die Weiler Achen, Boden, Burg, Dengeltshofen, Dorenwaid, Furtenwies, Gründels, Halden, Haubach, Menelzhofen, Ratzenhofen, Schweinebach, Unterried, Waidach und Zell und die Höfe Au, Bauers, Bentele, Eggental, Fuchsbauer, Hummel, Knöbelholz, Knollenhof, Langen, Lochter, Maler, Neuhaus, Oberweiher, Peterhof, Rohrwies, Schleifertobel, Schlössle, Staig, Unterweiher, Wächters und Ziegelstadel. - Zu Rohrdorf das Dorf Rohrdorf, die Weiler Aigeltshofen, Blockwiesen, Eisenbach, Haslach, Rangenhalden, Rengers und Schwanden und die Höfe Adelegg, Albrechtshof, Bach, Bergmann, Haldenhof, Halder, Herrenberg, Krummen, Luxer, Maushartsberg, Ölbergwald, Rangen, Schneebauer, Schwarzen, Sennalpe, Tobel und Wagner. - Kißlegg mit den Gemeindeteilen Immenried, Kißlegg und Waltershofen. - Zu Immenried das Dorf Immenried, die Weiler Brunnen, Eberharz, Gemeindehäusle, Oberreute, Pfenders, Rahmhaus und Stadels und die Höfe Brenters, Frickers beim Holz, Holzmühle, Kramerhof, Lutzenhof, Moor, Mooshof, Peterhof, Schachen, Spamannshof, Steig, Töbele, Windhag und Wucherer. - Zu Kißlegg der Ort Kißlegg, die Weiler Arrisried, Bärenweiler, Bayums, Becken, Bietenweiler, Blöden, Bremberg, Burg, Emmelhofen, Freibolz, Furtmühle, Goppertshofen, Haslach, Herrot, Hintermoos, Höllenbach, Holdenreute, Hub, Kaibach, Krumbach, Langenacker, Lautersee, Liebenried, Matzenweiler, Menzlings, Oberhaid, Oberhorgen, Oberriedgarten, Oberrot, Obertiefental, Pfaffenweiler, Reipertshofen, Rempertshofen, Reute, Riehlings, Rötsee, St. Anna, Schurtannen, Siggen, Sommershalden, Sommersried, Stolzensee, Unterhaid, Unterhorgen, Unterriedgarten, Unterrot, Untertiefental, Waffenried, Wallmusried, Weilers, Weitershofen, Wiggenreute, Wolfgelts und Zaisenhofen, die Höfe Ach, Aich, Argensee, Au, Bachhäusle, Bachmühle, Baierhof, Berghof, Berghof, Bertlings, Biggels, Boscher, Breite, Bronner, Eggen, Feld, Finken, Fischreute, Fronmühle, Fuchshof, Furtmühleberg, Gronholz, Häusern, Hafners, Hahnensteig, Halden, Hasenfeld, Hechlenbach, Hinterhub, Hinterköhr (Unterköhr), Höhmühle, Hunau, Johlers, Kaspers, Kebach, Kiebele, Kochs, Kopfhalden, Krughof, Lanquanz, Lenzers, Linders, Löhle, Lorettokapelle, Lutz, Mangler, Mooshof, Mündeslhof, Mundstückle, Neuschneller, Niederholz, Obersammisweiler, Reute, Ried, Riehlingshöhe, Rudishof, Samhof, Scheiben, Schindbühl, Schneller, Schöllhorn, Schönenberg, Schornreute, Schorren, Schwenden, Seppersburg, Städlers, Stähleshof, Staibshof, Steighof, Steinwieshof, Straß, Straßburg, Untersammisweiler, Vorderhub, Vorderköhr (Oberköhr), Vordermoos, Weingarten, Winkel, Winneberg, Wuchermoos und Wuhrmühle und das Haus Hagwies. - Zu Waltershofen das Dorf Waltershofen, die Weiler Dettishofen, Hilpertshofen, Sigratshofen und Wengen, die Höfe Argenseehaus, Ausnangmühle, Büchelsbrunn, Bühlsee, Dürren, Grünbühl, Knittelsbach, Oberwies, Rain und Schattenbauer und die Häuser Elektrizitätswerk, Schäferhaus und Unterwies. - Königseggwald mit dem Dorf Königseggwald und dem Gehöft Stephansreute. - Leutkirch im Allgäu mit den Stadtteilen Diepoldshofen, Friesenhofen, Gebrazhofen, Herlazhofen, Hofs, Leutkirch im Allgäu, Reichenhofen, Winterstetten und Wuchzenhofen. - Zu Diepoldshofen das Dorf Diepoldshofen, die Weiler Bodenhaus, Hünlishofen, Riedlings, Stegrot, Übendorf und Weißenbauren und die Höfe Bergkönig, Erlenstockhof, Oberburkhardshofen, Rast, Rimmeldingen, Schapfen, Staighaus und Unterburkhardshofen. - Zu Friesenhofen das Dorf Friesenhofen, die Weiler Boschen, Bottentann, Ellmeney, Rimpach und Wald, die Höfe Bachschwemme, Halden, Kaltbronnen, Oberhofen, Rinnebühl und Speckenloch und die Häuser Badhaus, Bahnhof Friesenhofen, Friesenhofer Sägmühle, Hitzenlinde und Unteres Moos. - Zu Gebrazhofen das Dorf Gebrazhofen, die Weiler Engelboldshofen, Engerazhofen, Grimmelshofen, Liezenhofen, Merazhofen, Nannenbach, Toberazhofen, Uttenhofen, Weihersmühle, Winterazhofen und Wolferatshofen, die Höfe Enzlesmühle, Feldershof, Fuchsberg, Grünenberg, Hinterberg, Kolbshof, Moosacker, Roßwinkel, Sackhof, Schönenbühl, Spechtshof, Vogelhof, Weihersmühle und Wolferazhofer Bad und die Häuser Mühlhof, Sackmühle und Stampfe. - Zu Herlazhofen die Dörfer Herlazhofen, Tautenhofen und Urlau, die Weiler Bettelhofen, Ellerazhofen, Gaile, Gerber, Grünenbach, Haselburg, Heggelbach, Hinterberg, Lanzenhofen, Missen, Schuhmacher, Sonthofen, Stemmer, Tautenhofer Einöden, Weipoldshofen und Willerazhofen und die Höfe Berg, Berger, Birnmann, Bufler, Burris, Haslerhöfe, Hundhöfe, Kapf, Kauter, Kellers, Krug, Mühle, Öschhöfe, Spitzenrain, Unger, Urlau-Oberösch, Urlau-Unterösch, Vesterhof, Viehweide, Welschen, Willerazhofer Bad und Zollhaus. - Zu Hofs das Dorf Hofs, die Weiler Ausnang, Bergs, Beyschlechts, Bimmlings, Bruggen, Dietmanns, Ellmeney, Grund, Lochbühl, Raggen, Reischach und Rotis, die Höfe Alexanderhof, Bremerwies, Brühlhof, Dienghof, Dietrichhof, Dornhof, Eisbäuerleshof, Freihalden, Fuchsen, Gallenhöfle, Gegenbauerhof, Höll, Jockenbauernhof, Klotzbauernhof, Krattenmacherhof, Martinshof, Muschhof, Quickenhof, Sonnenhalde, Tobelhof, Vogelsang und Waldhof und die Häuser Alpenblick, St. Leonhard, Vorderreischach, Waldhörnle und Wiesental. - Zu Leutkirch im Allgäu die Stadt Leutkirch im Allgäu und die Höfe Moosmühle, Riedlesmühle und Ziegelstadel. - Zu Reichenhofen die Dörfer Reichenhofen, Herbrazhofen, Schloß Zeil und Unterzeil, die Weiler Auenhofen, Brunnentobel, Haid und Mailand, die Höfe Attenhof, Bernhard, Boschen, Greis, Haider Einöden, Hinterberg, Hinterstriemen, Rostall, Sebastianssaul, Vorderberg und Vorderstriemen und die Häuser Bahnhof Unterzeil, Haldenhaus und St. Wolfgang. - Zu Winterstetten das Dorf Winterstetten, die Weiler Emerlanden, Emerlander Mühle, Hinznang, Isgazhofen und Schmidsfelden, die Höfe Jörger, Öschhof, Unterhitzenlinde, Unterselach, Vogelberg und Weidach und das Haus Hitzenlinde. - Zu Wuchzenhofen die Dörfer Wuchzenhofen, Adrazhofen, Niederhofen und Ottmannshofen, die Weiler Allmishofen, Balteratshofen, Lauben und Wielazhofen, die Höfe Bauernhalden, Berghof, Bergschmid, Boschenmühle, Einsiedler, Furt, Geigers, Glockenreute, Grafenbrandhöfe, Grenzhof, Großenbauer, Gschwend, Haldenhof, Hammerschmiede, Hasenberg, Hinterer Spitalhof, Höll, Kesselbrunn, Kiechle, Luttolsberg, Metzger, Neumühle, Nibelhöfe, Nonnenbühl, Ölmühle, Quellenhof, Schachen, Schadenhof, Schorniggelhöfe, Spitalriedhöfe, Talhof, Tannhöfe, Vorderer Spitalhof, Waldbauer, Weiherhof und Weißweber und die Häuser Schorniggelhäuser. - Ravensburg mit den Stadtteilen Adelsreute, Eschach, Ravensburg, Schmalegg und Taldorf. - Zu Adelsreute das Dorf Adelsreute. - Zu Eschach die Dörfer Gornhofen, Obereschach, Oberhofen, Torkenweiler und Untereschach, die Siedlung Sickenried, die Weiler Bottenreute, Fidazhofen, Fildenmoos, Furt, Gutenfurt, Kemmerlang, Mariatal, Obersulgen, Obertennenmoos, Schwärzach, Tennenmoos, Vordersolbach, Waidenhofen, Weiherstobel und Weingartshof, die Domäne Rahlen, das ehemalige Kloster Weißenau, die Höfe Bauren, Benzenhof, Blaser, Brugger, Hüttenberg, Karrer, Kögel, Lachen, Strietach und Teuringer Hof und die Häuser Alznach, Höllholz, Neuberg und Rasthalde. - Zu Ravensburg die Stadt Ravensburg, die Weiler Albertshofen, Hinzistobel, Ittenbeuren, Knollengraben, St. Christina, das ehemalige Schloss Veitsburg, die herzögliche Domäne Hochberg, die Höfe Allewinden, Bibenloch, Büchel, Burach, Ergathof, Felz, Friedberg, Heimbrand, Hochweiher, Hub, Karmeliterhof, Krebsergut, Krebserösch, Langgut, Locher(hof), Lumper, Molldiete, Neubau, Pelzmühle, Schmalzgrub, Strauben und Vogelhäusle und die Häuser Brielhäusle, Deisenfang, Höll und Ummenwinkel. - Zu Schmalegg das Dorf Schmalegg, die Weiler Bernhofen, Eschau, Ganter, Geratsberg, Hagenbach, Hasenwinkel, Hübscher, Mühlsteig, Nessenbach, Obermeckenhof, Okatreute, Schlegel, Schwarzensteg, Trutzenweiler, Unterwaldhausen, Vorderweißenried, Wippenreute und Wolfsberg, die Höfe Aich, Bäche, Briel, Bronnetsholz, Burgmühle (Gengenmühle), Buttenmühle, Funkenhausen, Greckenhof, Gringen, Hinterweißenried, Hochstätt, Krähenhof, Kübler, Luß, Mocken, Nestbühl, Neuaulwangen, Neuhagenbach, Oberhagenbach, Schmucker, Untermeckenhof, Unterwolfsberg und Zinsländer und die Häuser Brielhäusle und Jägerhaus. - Zu Taldorf die Dörfer Taldorf, Bavendorf, Oberzell, die Weiler Adelsreute, Albersfeld, Alberskirch, Bergle, Bonhausen, Dürnast, Eggartskirch, Erbenweiler, Metzisweiler, Oberklöcken, Oberweiler, Reute bei Oberzell, Reute bei Taldorf, Sederlitz, Segner, Unterklöcken, Vogler und Wernsreute, die Höfe Bandeleshaus (in den Eschetzen), Ettmannsschmid, Georgshof, Herrgottsfeld, Höll (Höld), Hotterloch, Hütten, Rappenhaus(hof), Rasthalde, Renauer, Riesen(hof), Schaufel, Schuhmacher und Weiherhof(bauer) und das Haus Waidhalden. - Riedhausen mit dem Dorf Riedhausen und den Höfen Bühlhof und Weihermühle. - Schlier mit den Dörfern Schlier, Erbisreute, Fenken, Hintermoos, Unterankenreute und Wetzisreute, den Weilern Fohren, Kehrenberg, Lanzenreute, Mühlenreute, Oberankenreute und Richlisreute, den Höfen Albisreute, Appenberg, Dietenbach, Eratsrein, Fechtberg, Furtbach, Gessenried, Grieble, Katzheim, Kocher, Krautenau, Mayerhanser, Rößler, Schattbuch, Steinrausen, Stöcklisberg und Zundelbach und den Häusern Fuchsenloch und Spinnenhirn. - Unterwaldhausen mit den Dörfern Unterwaldhausen und Oberwaldhausen, dem Weiler Schnaidhöfe, den Höfen Spitalhof und Wendenreute und dem Haus Ratzenburg. - Vogt mit dem Dorf Vogt, den Weilern Abraham, Berg, Blöden, Boschen, Deibers, Forst, Grund, Hag, Hankel, Heißen, Höfen, Küchel, Moos, Moser, Reich, Rohrmoos, Ruggen, Stocken und Unterhalden, den Höfen Büchel, Damoos, Dingler, Eggen, Füßinger, Gaukler, Halden, Holzmühle, Karter, Marktanner, Mollen, Mosisgreut, Neuhaus, Reckendürren, Reute, Rothaus, Spehner, Waldeck, Wiesholz und Windbühl. - Waldburg mit dem Dorf Waldburg, den Weilern Bannried, Bildspitz, Blauensee, Bockstall, Dietenberg, Edensbach, Egg, Ershaus, Feld, Forstenhausen, Frankenberg, Greut, Hannober, Kesenweiler, Maderhof, Maiertal, Neuwaldburg, Ried, Schafmeier, Schleife und Sieberatsreute, den Höfen Appen, Badstuben, Baurenmühle, Blaser, Ehrlen, Füglesmühle, Füßinger bei Füglesmühle, Hecker, Hinterwiddum, Kohlhaus, Neuschel, Niggel, Ottolehen, Reute, Rotenburg, Sausenwind, Stocken, Tannerholz, Teuringer, Vorderwiddum und Widmannsbronn und den Häusern Reichermoos. - Wangen im Allgäu mit den Stadtteilen Deuchelried, Karsee, Leupolz, Neuravensburg, Niederwangen, Schomburg und Wangen im Allgäu. - Zu Deuchelried das Dorf Deuchelried, die Weiler Ahegg, Ausleute, Bach, Beutelsau, Bimisdorf, Breiten, Epplings, Grub, Halden, Käferhofen, Köhlberg, Laudorf, Oberau, Oflings, Sorreite, Watt, Wiesen, Windhäusern, Wohnried, Wolfaz und Zurwies, die Höfe Bühl, Endesbach, Giesen, Götzenberg, Hag, Haldenberg, Oberschwaderberg, Riedhof, Röckenberg, Steibisberg und Unterschwaderberg. - Zu Karsee das Dorf Karsee, die Weiler Abraham, Aich, Albishaus, Brenner, Eggenreute, Eggerts, Endersen, Englisweiler, Grub, Haag, Karsee-Berg, Kehlismoos, Niederlehen, Oberhof, Riefen, Ruzenweiler, Schweinberg, Sommers, Spiegelhaus, Untersteig und Zeihers, die Höfe Baumann, Blaser, Böschlishaus, Bommen, Edenhaus, Felbers, Hartmannsberg, Hochberg, King, Kohlhaus, Luß, Oberhalden, Oberholz, Oberwies, Siggenhaus, Steißen, Unteregg und Unterholz. - Zu Leupolz das Dorf Leupolz, der Ort Stützenberg, die Weiler Allewinden, Bauhofschlössle, Buchen, Ehrlach, Fünfers, Gutermann, Herfatz, Höfen, Kohlhauser, Leupolzbauhof, Leupolzmühle, Loch, Mittelhub, Nußbaum, Oberweiler, Reischmann, Saamen, Schmidberg, Stämpfle, Steinberg, Straß, Trifts, Ungerhaus, Weihers, Weiler und Wolfshaus, die Höfe Bach, Butzmann, Gierensberg, Grünenberg, Halden, Hofstatt, Holzhäusle, Holzmaier, Knöpfler, Krähenberg, Langhalden, Mischen, Missen, Müllern, Niederweiler, Praßberger Bauhof, Praßberger Mühle, Rehmen, Rempen, Reutstock, Röhrenmoos und Rohrweiher und die Häuser Leupolzwiddum und Merken. - Zu Neuravensburg die Dörfer Neuravensburg, Roggenzell, Schwarzenbach, die Weiler Altschmitte, Bettensweiler, Dabetsweiler, Degetsweiler, Engetsweiler, Föhlschmitten, Grub, Gugelis, Hub, Hüttenweiler, Kiesgrub, Knolpers, Kocherbauer, Loch, Maierhalden, Mindbuch, Moos, Reute, Ried, Roten, Strohdorf und Untermoosweiler und die Höfe Argenhof, Bachhofen, Bergler, Buckelhof, Bühlmüller, Dittis, Ferdishof, Friedhag, Fuchsbühl, Füßinger, Gugelloch, Hagmühle, Halders, Hinterberg, Hundriß, Irgenhaus, Kögelhof, Mendler, Metzgerhof, Schillerhalde, Schlachters, Schmalholz, Tegernmoos, Trollenhof, Weißenhaus und Wuhr. - Zu Niederwangen das Dorf Niederwangen, die Weiler Berg, Böhen, Brententann, Bürsten, Dorreite, Elitz, Ettensweiler, Feld, Hatzenweiler, Herzmanns, Humbrechts, Jussenweiler, Lachen, Nieratz, Obermooweiler, Schuppenberg, Welprechts und Wolfatz, die Höfe Baurus, Biggelshof, Fidelershof, Geigers, Hochstatt, Ibelers, Kebach, Kussenhof, Locherhof, Löwenhorn, Moorhaus, Moser, Paulshof, Sailers, Thomashof, Wachter, Wälschenhof, Wälsches, Weißenhof und Weißes und die Häuser Nieratzer Bad. - Zu Schomburg der Weiler Schomburg, die Dörfer Haslach und Primisweiler, die Weiler Batten, Engelitz, Hagmühle, Hiltensweiler, Hochbühl, Kernaten, Mittenweiler, Pflegelberg, Remprechts, Rhein und Schauwies, die Höfe Bauren, Halbrechts, Haslachmühle, Hochburg, Hof Schomburg, Hugelitz, Lochmühle und Magel und das Haus Ziegelhütte. - Zu Wangen im Allgäu die Stadt Wangen, die Weiler Burgelitz, Herfatz, Sattel und Sigmanns und die Höfe Durrenberg und Lottenmühle. - Weingarten mit der Stadt Weingarten, dem Weiler Trauben, der Staatsdomäne Nessenreben, den Höfen Bechters, Eggers, Hähnlehof, Hinterochsen, Meisterhof, Sterkshof, Vorderochsen und Welte und den Häusern Ortliebs und Waldheim. - Wilhelmsdorf mit den Gemeindeteilen Esenhausen, Pfrungen, Wilhelmsdorf und Zußdorf. - Zu Esenhausen das Dorf Esenhausen, der Weiler Rimmersberg, die Höfe Hasenhaus, Nassach, Reute, Rommetsreute, Rotachmühle und Rotachsäge und die Häuser Frimmenweiler, Neuringgenburg, Neurotach, Wolfsbühl und Ziegelhütte. - Zu Pfrungen das Dorf Pfrungen, die Höfe Buhhof, Duellihof, Riedhof und Weitfeldhof und die Häuser Lindenhof und Torfwerk. - Zu Wilhelmsdorf das Dorf Wilhelmsdorf und die Weiler Höhreute, Niederweiler und Tafern. - Zu Zußdorf das Dorf Zußdorf, die Weiler Auhof und Latten und das Gehöft Wolfshalden. - Wolfegg mit den Dörfern Wolfegg, Alttann, Molpertshaus und Rötenbach, den Weilern Bainders, Berg, Binzen, Boschers, Brenden, Frohnhof, Gaishaus, Grünenberg, Katzental, Maierhof, Mooshäusle, Neckenfurt, Neutann, Oberhof, Oppenreute, Poppenhaus, Reute, Sailers, Samhof, Schachenmühle, Schafhof, Schlegelsberg, Speck, Staig und Tannen, den Höfen Annaburg, Bachtelhalden, Gänszürnen, Hofstatt, Mühlberg, Neuhaus, Neumühle, Premen, Rotenbach, Veesers und Zürnen und den Häusern Bahnhof Wolfegg, Löchle, Loretto, Schachen, Stadels, Wäsch, Wassers und Weißenbronnen. - Wolpertswende mit den Dörfern Wolpertswende und Mochenwangen, den Weilern Bruggen, Haller, Hatzenturm, Niederweiler, Segelbach, Steinhausen, Stroppel und Vorsee und dem Gehöft Schussentobel. |

## Alphabetische Liste
| Anfangsbuchstabe des Ortes: Teilliste A–G \| Teilliste H–Q \| Teilliste R–Z |